# Tennisongambiet
Het tennison-gambiet is in de opening van een schaakpartij een variant van de flankspelen onder Zukertort en begint met de zetten 1.Pf3 d5 2.e4 de 3.Pg5.
Eco-code A 06.
De variant is genoemd naar de Amerikaanse schaker Otto Tennison.